# 佐佐木定道
佐佐木定道（1911年7月10日—2006年3月27日）乃日本的企業家，曾任日產汽車副社長、富士重工業（今速霸陸）第五任社長、名譽顧問等職務，榮獲藍綬褒章、勳二等瑞寶章等。

## 生平簡歷
1911年（明治44年）7月10日佐佐木定道生於臺灣臺南縣（今臺南市），祖籍為鳥取縣。1937年（昭和12年）3月自京都帝國大學（今京都大學）工學部機械工學科畢業，同年4月進入日產汽車組立課工作，歷任製鋼部鋼材課長、橫濱工廠第三製造部部長、奧斯汀部部長、吉原工廠製造部部長、追濱工廠廠長、常務董事、專務董事、副社長等職務；1975年（昭和50年）10月獲頒藍綬褒章。
彼時富士重工業背後兩大股東日本興業銀行及日產汽車爭奪主導權，1978年10月佐佐木以日產汽車副社長之姿入主富士重工業第五任社長。由於佐佐木定道是技術人員出身，在他的帶領下，整家公司進入技術主導型；佐佐木並在1982年10月獲頒勳二等瑞寶章。1985年6月代表日本興業銀行的田島敏弘接下第六任社長，佐佐木則升任董事會會長；1992年6月成為該公司的名譽顧問。
2006年3月27日佐佐木定道因肺炎在東京都稻城市醫院逝世，享壽94歲。

## 著作
- 《くるまと共に（页面存档备份，存于）》，佐々木定道，1991年，東京。

## 內部連結
- 日產汽車
- 速霸陸

## 外部連結
- （日語）月刊BOSSｘWizBiz: 設立60年を経ても宿る　中島飛行機のDNA（页面存档备份，存于）

| 富士重工業（今速霸陸）歷代社長 |                                 |                 |
| 前任： 大原榮一                | 第5任社長 1978年10月－1985年6月 | 繼任： 田島敏弘 |